# André Rey (psicologo)
André Rey (Losanna, 10 novembre 1906 – Ginevra, 27 giugno 1965) è stato uno psicologo svizzero.

## Biografia
Figlio di Armand Constant Rey e di Amélie Egli, si diplomò alla scuola magistrale cantonale. Dal 1926 al 1930 studiò pedagogia, sociologia e storia all'Università di Losanna e, nel 1929, divenne assistente dell'Istituto Jean-Jacques Rousseau, di cui nel 1933 fu nominato direttore del servizio di consulenza psicologica per l'infanzia.
Conseguito il dottorato all'Università di Ginevra nel 1934, vinse una borsa della Fondazione Rockefeller nel 1937 che gli permise di frequentare le università di Harvard e di Yale. Ottenuta la libera docenza nell'ateneo ginevrino nel 1938, fu nominato nel 1945 direttore del laboratorio di psicologia clinica presso l'ospedale cantonale di Ginevra e, nel 1949, gli fu assegnata la cattedra di psicologia applicata.
Nel 1961 gli fu conferito dall'Università di Lione il dottorato honoris causa.

## Attività accademica
La sua attività di ricerca si concentrò prevalentemente sulla psicologia clinica, sulla psicologia differenziale e sulla psicometria; è particolarmente ricordato per aver elaborato il test delle figure aggrovigliate.

## Opere
- André Rey, L'esame clinico in psicologia, traduzione di Franco Loreti, Roma, Edizioni Paoline, 1961.
- André Rey, La conoscenza dell'individuo e la metodologia dei reattivi, traduzione di Mauro Viglietti, Firenze, Società editrice internazionale, 1967.
- André Rey, I disturbi della memoria ed il loro esame psicometrico, a cura di Anna Losacco, traduzione di Giovanna Bargioni, Firenze, OS, 1968.
- André Rey, Insufficienza mentale e primi esercizi educativi, traduzione di Laura Marino, Firenze, La Nuova Italia, 1976.